# Golden Earring
I Golden Earring sono stati uno storico gruppo hard rock olandese, attivo dagli anni sessanta fino al 2021.

## Storia

### Gli esordi

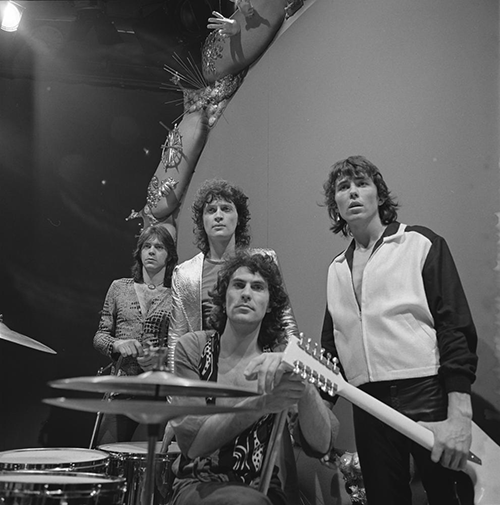
I Golden Earring fotografati a Top of the Pops nel 1974

Fondati nel 1964 a L'Aia (Den Haag) dal chitarrista George Kooymans e dal bassista Rinus Gerritsen, iniziano come un gruppo rock and roll per spostarsi presto verso il beat. 
L'esordio discografico è datato 1965, grazie al singolo di successo Please Go, mentre la prima canzone ad arrivare al numero 1 nei Paesi Bassi è Dong-Dong-Di-Ki-Di-Gi-Dong nel 1968.

### I primi cambi di formazione
Nel 1968 entra a far parte del gruppo l'eclettico Barry Hay, un buon chitarrista ritmico, ma soprattutto cantante e flautista, che porterà alla band una forte influenza in stile Jethro Tull, Jefferson Airplane, The Doors, Led Zeppelin e Sun Ra, fino all'album Eight Miles High del 1969, che spiana loro la strada in modo definitivo verso il grande pubblico, grazie alla cover/suite di ben diciannove minuti del brano omonimo dei Byrds. Cominciano le grandi tournée, in cui arrivano a suonare come spalla a The Who, Santana, Ted Nugent, The Doobie Brothers, Rush, 38 Special, e Eric Clapton.

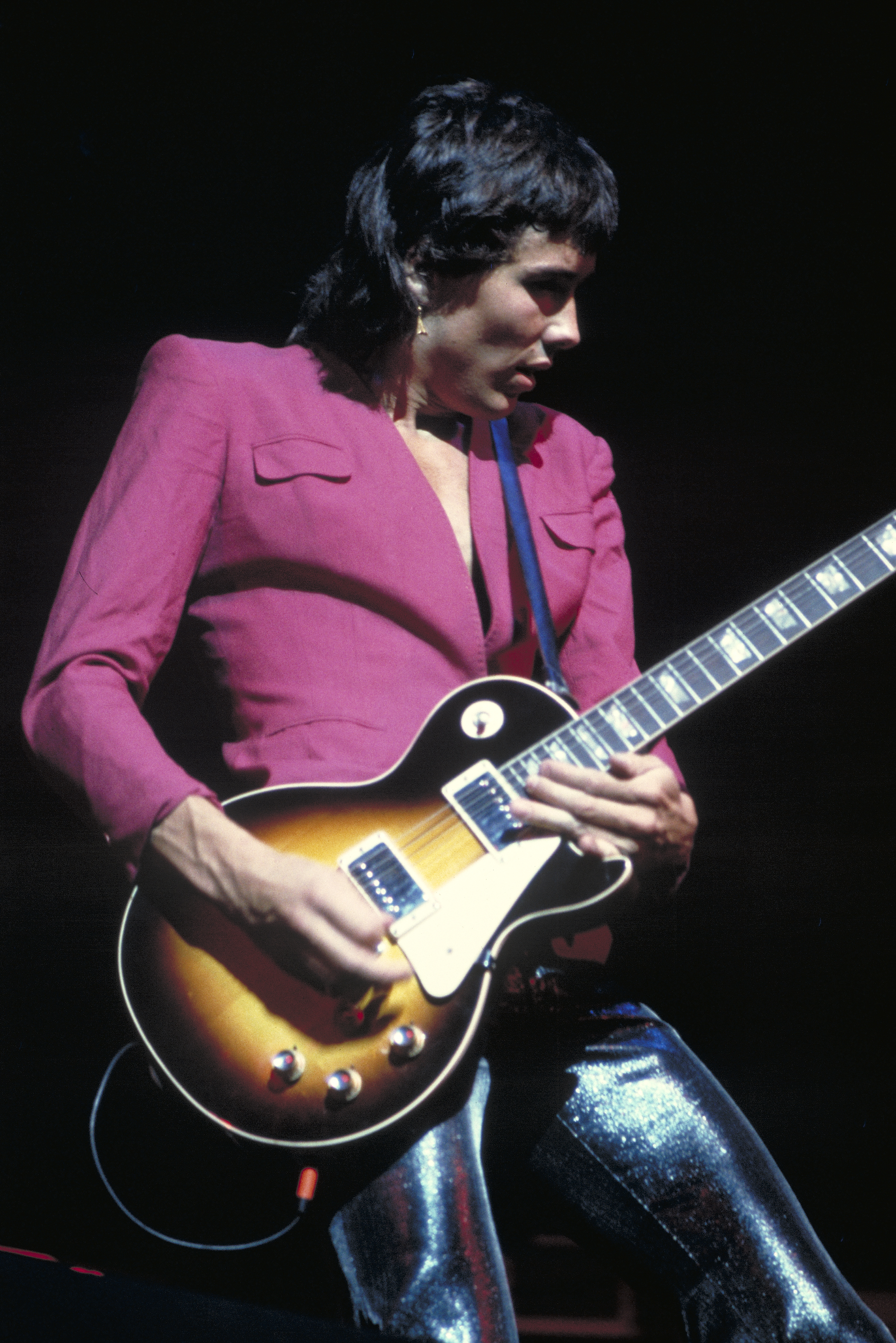
George Kooymans nel 1974

Il nome della formazione è stato ispirato da un brano strumentale chiamato "Golden Earrings" eseguito dal gruppo britannico The Hunters, per il quale hanno aperto e chiuso i concerti. Inizialmente una band pop-rock con Frans Krassenburg alla voce e Jaap Eggermont alla batteria, i Golden Earrings ebbero un successo con il loro singolo di debutto "Please Go", registrato nel 1965. Insoddisfatto degli studi di registrazione olandesi, il manager e co-scopritore della band Fred Haayen organizzò la registrazione del singolo successivo negli studi della Pye Records a Londra. Il disco ivi inciso, "That Day", raggiunse la seconda posizione nelle classifiche olandesi. L'articolo determinativo è stato eliminato dal nome nel 1967 e la "s" plurale è stata eliminata nel 1969.
Nel 1970 entra nel gruppo il batterista Cesar Zuiderwijk e, come ospiti, il virtuoso chitarrista blues Eelco Gelling dai Cuby & the Blizzards e il sassofonista Bertus Borgers.
Da questo periodo, il gruppo esegue una graduale virata verso parametri più hard rock (il flauto viene pian piano abbandonato), attraverso i tre album Golden Earring (1970), Seven Tears (1971), e Together (1972), per poi giungere all'apice del loro successo con l'album Moontan del 1973, che rese noto il gruppo in tutto il mondo. Questo album è infatti divenuto famoso soprattutto perché contiene il più grande successo che una band olandese sia mai riuscita a realizzare a livello mondiale, il singolo Radar Love, numero 1 in classifica nei Paesi Bassi per ben quattro settimane e anche numero 1 in Spagna, numero 7 nelle charts inglesi, numero 13 in quelle americane, guadagnandosi un posto fra le Billboard Hot 100, ed entrando anche nelle top ten belga e tedesca.

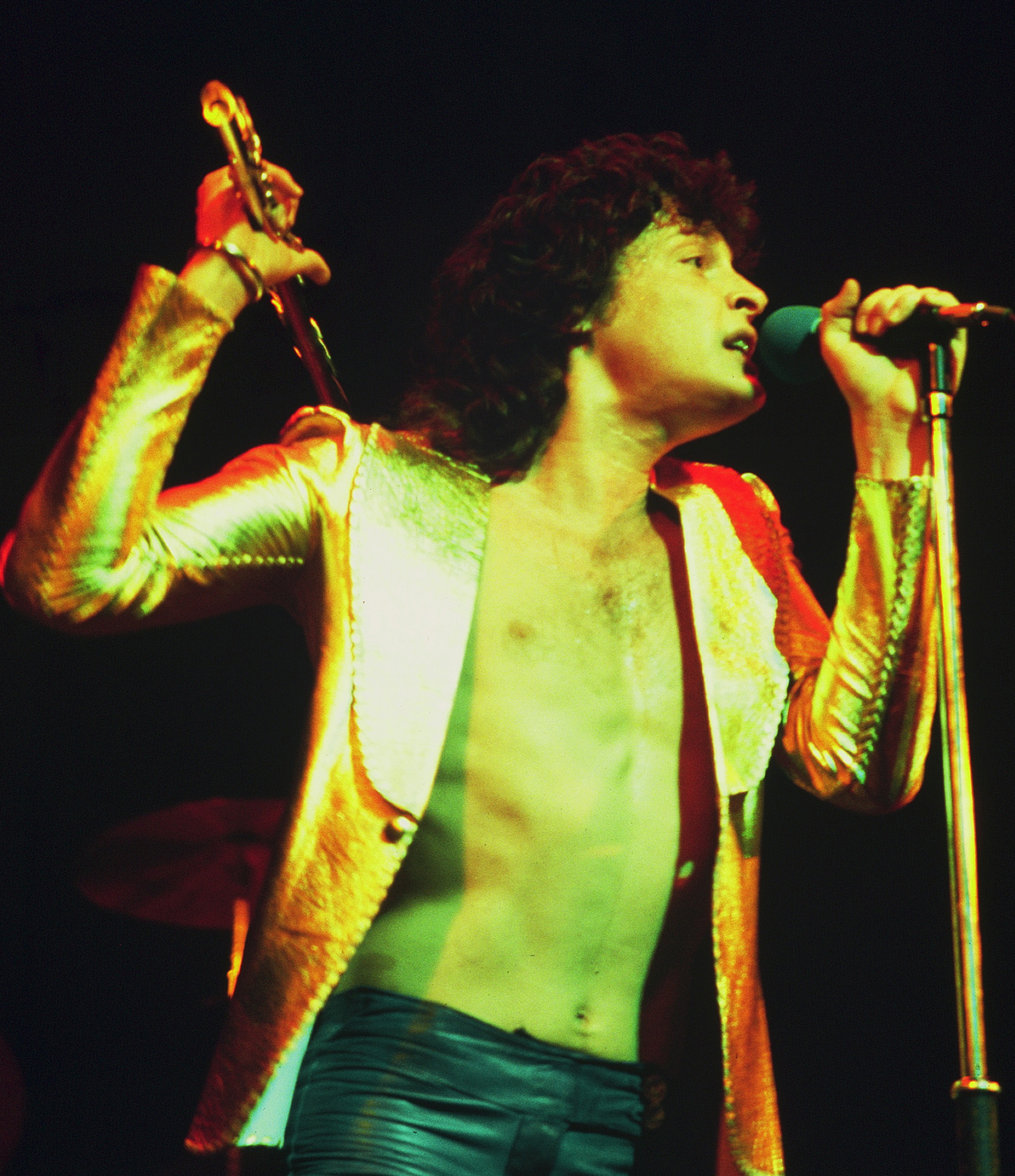
Barry Hay in 1974

### Gli anni settanta e il grande successo
Ascoltando Radar Love si può facilmente intuire perché sia stata tanto apprezzata: contiene tutti gli ingredienti necessari per il successo, come il sound adatto alla radio, una buona dose di groove, un riff carico di ritmo e, non ultimo, il testo basato sulle parole di Comin' On Strong di Brenda Lee; da segnalare anche l'intermezzo di chitarra accompagnata dai fiati dopo lo stacco della batteria. 
La canzone è stata reinterpretata parecchie volte da altri artisti (circa trecento, fra i quali gli U2, i White Lion, i R.E.M., e Bryan Adams) e compare anche un paio di volte in qualche episodio de I Simpson. 
Moontan rese i Golden Earring un fenomeno mondiale, ma dovettero aspettare il 1982 per essere riconosciuti all'estero, con la canzone Twilight Zone, tratta dall'album Cut, numero 1 nella Billboard Mainstream Rock Tracks degli Stati Uniti, grazie anche al video correlato, diretto da Dick Maas.
"When the Lady Smiles" divenne un successo internazionale nel 1984, raggiungendo il numero 3 in Canada e diventando il quinto successo numero uno della band nel loro paese natale, ma non ebbe successo negli Stati Uniti, raggiungendo non più del #76 nella classifica dei singoli degli Stati Uniti.

### Le Tournéè
Esibitisi solamente nei Paesi Bassi e nel Regno Unito fino al 1967, tra il 1969 e il 1984 i Golden Earring hanno fatto ben tredici tournée da headliner negli Stati Uniti d'America, con gruppi di spalla come Kiss ed Aerosmith, oltre ad altri cinque tour in Europa, con date che comprendevano i maggiori paesi del continente.

## Formazione

### Ultima
- Barry Hay - voce, chitarra, flauto, sassofono (1964-2021)
- George Kooymans - chitarra (1964-2021)
- Jan Rooymans - tastiera (1996-2021)
- Rinus Gerritsen - basso, tastiere (1964-2021)
- Cesar Zuiderwijk - batteria (1970-2021)

### Altri ex membri
- Frans Krassenburg – voce (1964–1967)
- Jaap Eggermont – batteria (1964–1969)
- Sieb Warner – batteria (1969–1970)
- Eelco Gelling –  chitarra (1973–1978)
- Robert Jan Stips – tastiere (1974–1978, 1982-1986)

## Discografia

### Album in studio
- 1965 - Just Ear-rings
- 1967 - Winter-Harvest
- 1968 - Miracle Mirror
- 1969 - On the Double
- 1969 - Eight Miles High
- 1970 - Golden Earring
- 1971 - Seven Tears
- 1972 - Together
- 1973 - Moontan
- 1975 - Switch
- 1976 - To the Hilt
- 1977 - Contraband
- 1978 - Grab It for a Second
- 1979 - No Promises...No Debts
- 1980 - Prisoner of the Night
- 1982 - Cut
- 1984 - N.E.W.S.
- 1986 - The Hole
- 1989 - Keeper of the Flame
- 1991 - Bloody Buccaneers
- 1994 - Face It
- 1995 - Love Sweat
- 1999 - Paradise in Distress
- 2003 - Millbrook U.S.A.
- 2012 - Tits 'n Ass
- 2015 - The Hague
- 2017 - Five Zero

### Live
- 1977 - Live
- 1981 - 2nd Live
- 1984 - Live & Pictured
- 1985 - Something Heavy Going Down
- 1992 - The Naked Truth
- 2000 - The Devil Made Us Do It
- 2006 - Naked III
- 2006 - Live in Ahoy 2006
- 2000 - Last Blast of the Century

### Raccolte
- 1968 - Greatest Hits
- 1970 - The Best of Golden Earring '
- 1973 - Hearing Earring
- 1981 - Greatest Hits, Vol. 3
- 1989 - The Continuing Story of Radar Love
- 1992 - Radar Love
- 1998 - 70s & 80s, Vol. 35
- 2000 - Greatest Hits
- 2002 - Devil Made Us Do It: 35 Years
- 2004 - Singles 1965-1967
- 2008 - The Long Versions